# 雀斑樂團
雀斑（Freckles），成立於2003年的台灣樂團，成員有林以樂（主唱、吉他手兼鍵盤手）、蘇偉安（主唱兼吉他手）、蘇偉博（貝斯手）、菜圃（鼓手），主要活動區域為台北地區。

## 樂團簡介
雀斑最早成立於2003年，當時由林以樂（主唱／吉他手／鍵盤手）、兄弟蘇偉博（貝斯手）、蘇偉安（主唱／吉他手）以及正在當兵的鼓手隆組成（因四人皆是淡江中學樂音社的成員）。樂團中主要的詞曲創作都是由主唱斑斑擔綱，歌詞內容大多都是生活中的小品故事，將不切實際的幻想和古怪的人生觀，再搭上口白樂句，造就出歡樂的氣息。
雀斑樂團從2007年起開始在台北市各大表演場地演出，亦參與了春天吶喊、海洋音樂祭等的演出，在第八屆海洋音樂祭時獲「評審團大賞」。同年，於春天吶喊表演時，發表了春吶紀念EP《夏季熱,蚊子樂》。緊接著推出第一張專輯《我不懂搖滾樂》，獲電台DJ小樹選為2007年度推薦華語專輯。
2008年春天吶喊時，再度發行春吶紀念EP《外星人的真相》，之後雀斑宣布解散，主唱斑斑後另組了新團Boyz & Girl。
2014年7月重組復出，8月29日在台北Revolver的演出，刷新Revolver票房紀錄。參與巨獸搖滾、台北野餐俱樂部演出。
2017年3月，發行第二張專輯《不標準情人》

### 團名由來
來自於日本樂團JUDY AND MARY的歌曲〈雀斑〉（そばかす）。

## 樂團沿革
- 2003年　成立

- 2007年
  - 4月1日　發行春納紀念EP《夏季熱,蚊子樂》
  - 7月9日　獲得第八屆貢寮國際海洋音樂祭評審團大賞[2]
  - 10月10日　發行首張專輯《我不懂搖滾樂》
  - 12月30日　獲得第三屆捷運盃熱門音樂大賽第二名[3]

- 2008年
  - 4月5日　發行第二張EP《外星人的真相》[4]
  - 6月29日　雀斑樂團解散[5]

- 2014年
  - 7月4日  雀斑樂團復出表演[6]

- 2017年
  - 3月13日  發行第二張專輯《不標準情人》
  - 12月8日 發行《楓港的小孩 We Wish You A Merry Xmas》ep

## 樂團成員
- 林以樂（斑斑）-主唱、吉他手、鍵盤手
- 蘇偉安-主唱、吉他手
- 蘇偉博-貝斯手
- 菜圃-鼓手

## 音樂作品
EP
1. 夏季熱,蚊子樂（2007年）（獨立製作）
2. 外星人的真相（2008年）（獨立製作）
3. 楓港的小孩（2017年12月8日）（獨立製作）

專輯
1. 我不懂搖滾樂（2007年10月10日）（默契音樂）
2. 不標準情人（2017年3月13日）（相信音樂）

1. 草地音樂同學會（2007年6月1日）（默契音樂）
  - 收錄曲：朋友之歌
2. 2008 Future Maker 記事本（2007年11月17日）（台北之音）
  - 收錄曲：游泳圈
3. 像星星一樣 Like a Star-高雄縣跨年搖滾音樂節紀念合輯（2007年12月17日）
  - 收錄曲：小美人魚
4. 卡夫卡不插電 vol.2（2008年9月2日）（喜馬拉雅唱片）
  - 收錄曲：太陽餅、小宇宙

1. Softly
2. Three
3. 黑白
4. 週六的那杯奶昔
5. 回家啦
6. 櫻桃小丸子第十八號
7. 小洋傘之歌
8. 什麼

## 其他
1. Autumn Leaves
  - 原唱：Johnny Mercer
2. 紅蜻蜓
  - 原唱：小虎隊
3. Liar
  - 原唱：The Tube
4. 新鴛鴦蝴蝶夢
  - 原唱：黃安
5. 迷你裙
  - 原唱：旺福
6. 80%完美的日子
  - 原唱：陳綺貞
7. 花的耳朵
  - 原唱：八十八顆芭樂籽

## 相關網站
- 雀斑Facebook （页面存档备份，存于）
- 雀斑相本 （页面存档备份，存于）
- 雀斑street voice
- my space （页面存档备份，存于）
- 雀斑之喜怒哀樂人生劇場
- 小豬斑斑心靈劇場 （页面存档备份，存于）
- STREET PEOPLE 雀斑專訪